# Robert Estienne
Robert Estienne (1503, París - † 7 de setembre de 1559, Ginebra) o en llatí Robertus Stephanus fou un impressor i humanista francès.

## Biografia

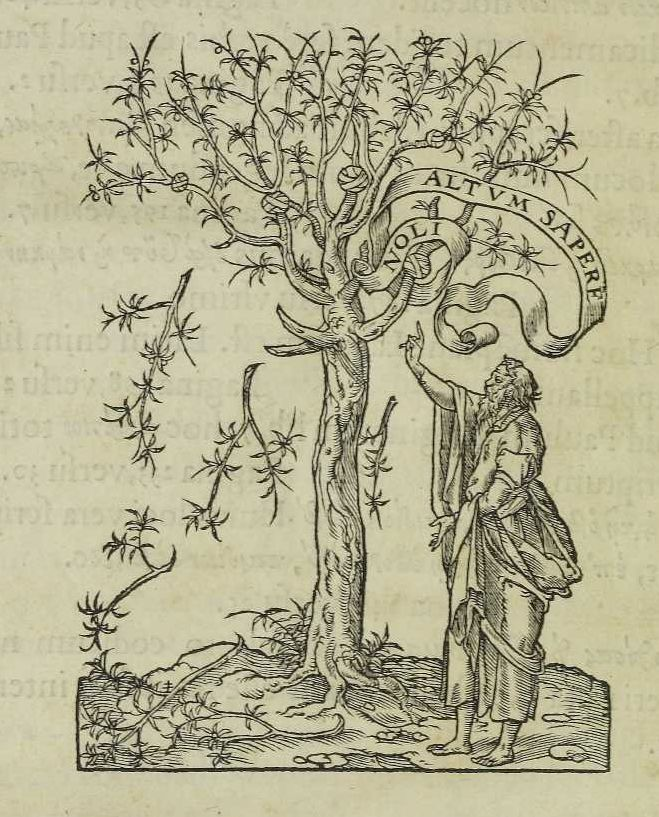
Marca de Robert Estienne

Fill d'Henri Estienne i de Guyonne Viart, es va interessar de jove en les lletres, i va arribar a tenir grans coneixements del grec, del llatí i de l'hebreu; va treballar molt aviat a la impremta del seu parent Simon de Colines; s'encarregava de corregir el text d'un Nou Testament. Va abandonar la societat amb Colines per crear una impremta pròpia el 1526. Es va especialitzar en obres pedagògiques i en edicions crítiques de clàssics. Es va casar amb Petronilla, filla de Jodocus Badius, un dels llibrers universitaris de París. Amb ella va tenir nou fills. Es va relacionar amb humanistes de tot Europa i es va consagrar a publicar la Bíblia i edicions de clàssics llatins amb prefacis i notes. Al llarg de la seva vida va fer més de 470 edicions i des del 1537 va rebre el privilège royal per a cada obra. El 1539 va ostentar la funció d'impressor i llibrer del rei en hebreu i llatí, i el 1544 també en grec. Va començar a fer servir els anomenats caràcters grecs reials, de molta claredat, executats per Claude Garamond des de la cal·ligrafia d'Angelo Vergerio.
Influït pel treball dels masoretes a l'Antic Testament, i per treballs d'altres traductors com Sanctes Pagnino, Estienne va dividir el Nou Testament en versets l'any 1551 quan vivia a Ginebra.
La primera Bíblia que va incloure totalment la divisió de capítols i versets va ser l'anomenada Bíblia de Ginebra, que, pòstumament, va sortir publicada el 1560 a Suïssa. Els editors de la Bíblia de Ginebra van optar pels capítols d'Stephen Langton i pels versets de Robert Estienne reparant la gran utilitat que tenien per a la memorització, localització i comparació de passatges bíblics.
A causa dels atacs dels teòlegs de Lovaina, va refugiar-se a Ginebra, on va continuar fent d'impressor. Quan va morir, va continuar la seva obra el seu fill Henri Estienne.

## Obres
- Thesaurus linguœ latinœ, París, 1532
- Dictionarium latino-gallicum, París, 1513, 2 vol., el diccionari de llatí-francès més antic
- Ad censuras theologorum parisiensium, quibus Biblia a Roberfo Stephano excusa calumniose notarunt responsio, Ginebra, 1552; aquell mateix any es va traduir al francès